# Арайозис
Арайозис (порт. Araioses) — муниципалитет в Бразилии, входит в штат Мараньян. Составная часть мезорегиона Восток штата Мараньян. Входит в экономико-статистический микрорегион Байшу-Парнаиба-Мараньенси. Население составляет 42 505 человек на 2010 год. Занимает площадь 1782,600 км². Плотность населения — 23,84 чел./км².
Праздник города — 29 марта.

## История
Город основан 29 марта 1938 года. 

## Демография
Согласно сведениям, собранным в ходе переписи 2010 г. Национальным институтом географии и статистики (IBGE), население муниципалитета составляет:
| Полное население                               | Полное население                               | Полное население                               | Полное население                               | 42 505 |
| ---------------------------------------------- | ---------------------------------------------- | ---------------------------------------------- | ---------------------------------------------- | ------ |
| в том числе:                                   | Городское население                            | 12 045                                         | Процент городского населения, %                | 28,34  |
|                                                | Сельское население                             | 30 460                                         | Процент сельского населения, %                 | 71,66  |
|                                                | Мужское население                              | 22 007                                         | Процент мужского населения, %                  | 51,78  |
|                                                | Женское население                              | 20 498                                         | Процент женского населения, %                  | 48,22  |
| Плотность населения, чел/км²                   | Плотность населения, чел/км²                   | Плотность населения, чел/км²                   | Плотность населения, чел/км²                   | 23,84  |
| Население муниципалитета в % к населению штата | Население муниципалитета в % к населению штата | Население муниципалитета в % к населению штата | Население муниципалитета в % к населению штата | 0,65   |

По данным оценки 2016 года, население муниципалитета составляет 45 255 жителей.

## Статистика
- Валовой внутренний продукт на 2003 год составляет 41 667 419,00 реалов (данные: Бразильский институт географии и статистики).
- Валовой внутренний продукт на душу населения на 2003 год составляет 1188,05 реалов (данные: Бразильский институт географии и статистики).
- Индекс развития человеческого потенциала на 2000 год составляет 0,486 (данные: Программа развития ООН).